# عائشة نانا
عائشة نانا (بالتركية: Ayşe Nana)‏ واسمها الحقيقي كياش نانه (بالتركية: Kiash Nanah)‏؛ راقصة وممثلة لُبنانية المولد، من أصول أرمنية، تُركية-إيطالية الجنسية، ولدت في فبراير 1936 في مدينة بيروت، ظهر أول عرض لها في عُمر 14 في سنة 1954 وذلك قبل انتقالها إلى فرنسا وإيطاليا وأصبحت راقصة شرقية وهُناك تزوجت بالمخرج والمنتج الإيطالي سيرجيو باستوري، توفيت في 29 يونيو في عمر 77 في مستشفى أوريليا في روما في إيطاليا.

## روابط خارجية
- عائشة نانا على موقع IMDb (الإنجليزية)
- عائشة نانا على موقع ألو سيني (الفرنسية)
- عائشة نانا على موقع أول موفي (الإنجليزية)
- عائشة نانا على موقع قاعدة بيانات الأفلام السويدية (السويدية)
- عائشة نانا على موقع قاعدة بيانات الفيلم (الإنجليزية)
- عائشة نانا على موقع كينوبويسك (الروسية)